# Eochaid Airem
Pour les articles homonymes, voir Eochaid.
Eochaid Airem, dans la mythologie celtique irlandaise, est un Ard ri Érenn légendaire (roi suprême d’Irlande, dont la capitale est Tara, dans la province centrale de Mide) qui aurait régné au IIe siècle av. J.-C. pendant une quinzaine d’années, succédant à son frère Eochaid Feidlech.

## Mythologie
Il apparaît notamment dans les récits de Tochmarc Etaine (La courtise d’Étain). Il épouse la déesse Étain qui était auparavant mariée au dieu souverain de l’Autre Monde, Midir, des Tuatha Dé Danann (« gens de la tribu de Dana »). Ce dernier veut absolument la récupérer et propose ainsi à Eochaid Airem une partie d’échecs, dont l’enjeu est sa propre femme. Le roi perd la partie, mais refuse de tenir sa parole et bannit définitivement le dieu de sa capitale Tara. Cependant, Midir parvient à entrer dans la ville et dans le palais, et rejoint Étain. Tous les deux se transforment en cygnes et s’envolent. Le roi les poursuit dans tous les sidh, mais le dieu va user de sa magie : il transforme cinquante jeunes filles en sosies d’Étain et demande à Eochaid d’en choisir une, une seule. Le roi s’exécute et sûr de son choix couche avec la fille, qui s’avère être sa propre fille, Étain Óg. De cette relation incestueuse, va naître une fille Mes Buachalla, à l’origine d’une dynastie de rois en donnant naissance à Conaire Mór.

## Chronologie
Le Lebor Gabála Érenn synchronise son règne avec la Dictature de Jules César sur Rome (48-44 av. J.-C.)  La chronologie de Geoffrey Keating's Foras Feasa ar Éireann fixe comme limites à son règne 82 & 70 av. J.-C., et les Annales des quatre maîtres de 131 à 116 av. J-C.